# Heino Hallhuber

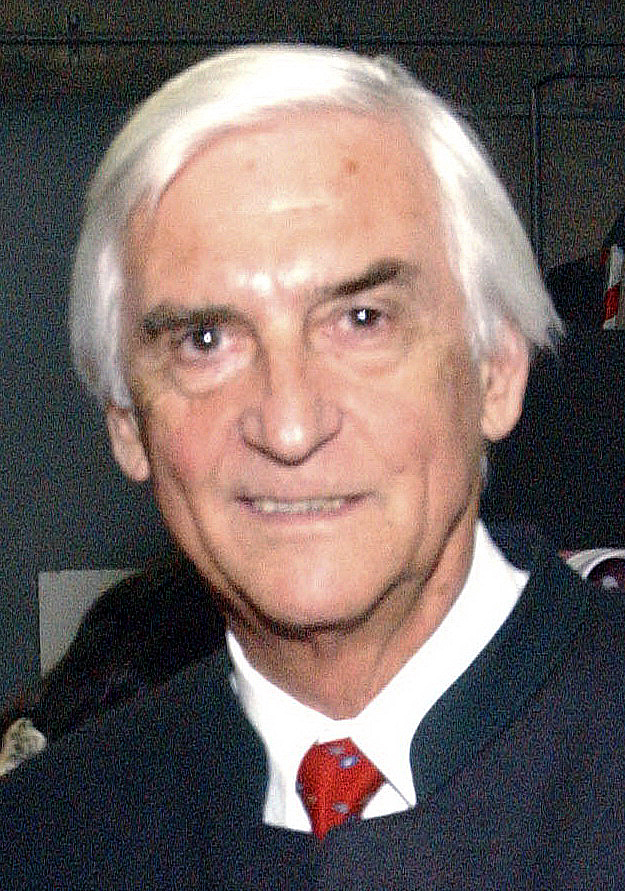
Heino Hallhuber, 2003

Heino Hallhuber (bürgerlich Karlheinz Hallhuber) (* 16. Dezember 1927 in München; † 14. März 2021 in Hausham) war ein deutscher Tänzer, Choreograph und Schauspieler.

## Leben
Heino Hallhuber erhielt bereits als 9-Jähriger Ballettunterricht und wechselte später als Eleve an das Bayerische Staatsballett. Dort entwickelte er sich ab 1949 zu einem profilierten Solotänzer. 1957 gab Hallhuber mit einer französischen Ballettgruppe, der er seit 1952 angehörte, Gastspiele in zahlreichen US-amerikanischen und kubanischen Städten.
In seiner 35 Jahre andauernden Karriere tanzte Heino Hallhuber viele große Rollen der Ballettgeschichte, darunter den Othello oder den Tybalt in Romeo und Julia. Mit dieser Rolle beendete er am 23. September 1975 seine Laufbahn als Tänzer. Eine seiner Lieblingsrollen hatte er nach eigenen Angaben in Josephs Legende von Richard Strauss, einen seiner größten Erfolge feierte er mit einer Aufführung von Giselle von Adolphe Adam, bei der er im Münchner Prinzregententheater gemeinsam mit seiner Partnerin 21 Vorhänge erhielt.
Insbesondere nach seiner aktiven Zeit als Tänzer war Heino Hallhuber auch als Choreograph tätig und arbeitete mit vielen bekannten Regisseuren zusammen, so am Münchner Residenztheater mit Ingmar Bergman. Auf diese Weise gelangte er zu kleineren Film- und Fernsehrollen. Sah man ihn zunächst überwiegend als Tänzer (so auch später in Bergmans Das Schlangenei, in dem er für die Choreographie verantwortlich zeichnete), so wirkte Hallhuber ab Mitte der 1960er-Jahre überwiegend in Sprechrollen vor der Kamera. Seine bekannteste Figur spielte er allerdings auf der Bühne des Residenztheaters. In etwa 900 Vorstellungen verkörperte er dort den Erzengel Michael in dem bayerischen Volksstück Der Brandner Kaspar und das ewig’ Leben in der Fassung von Kurt Wilhelm.
Heino Hallhuber lebte bis zu seinem Tod in einem ehemaligen Bauernhaus in Fischbachau. Er starb am 14. März 2021 im Alter von 93 Jahren.

## Filmografie (Auswahl)
(* als Tänzer nach IMDb)
- 1954: Bildnis einer Unbekannten *
- 1956: Rosen für Bettina *
- 1956: Der Meineidbauer
- 1959: Ja, so ein Mädchen mit 16
- 1959: Laß mich am Sonntag nicht allein *
- 1959: Mein Schatz, komm mit ans blaue Meer *
- 1960: Immer will ich dir gehören
- 1961: Schön ist die Liebe am Königssee *
- 1961: Die Schelminnen *
- 1965: Alarm in den Bergen – Harte Fäuste – rauhe Sitten
- 1965: Ein Haus voller Musik – Die heitere Geschichte einer Zwangsräumung
- 1966: Die Halunken-Spelunke – Eine vergnügte Geschichte mit viel Musik
- 1968: (A)lter (A)ction *
- 1968: Madame Bovary
- 1969: Duett im Zwielicht
- 1970: Das Glöcklein unterm Himmelbett
- 1971: Gestern gelesen – Besitz adelt
- 1973: Okay S.I.R. – Klare Linien
- 1975: Carmina burana
- 1975: Bitte keine Polizei – Wie Hund und Katze
- 1975: Der Brandner Kaspar und das ewig’ Leben
- 1977: Das Schlangenei *
- 1977: Die Jugendstreiche des Knaben Karl
- 1978: Sachrang
- 1979: Tatort: Ende der Vorstellung
- 1980: Aus dem Leben der Marionetten
- 1983: Tatort: Roulette mit 6 Kugeln
- 1991: Löwengrube – Erbschaft
- 1991: Erfolg
- 1993: Der Komödienstadel: Der siebte Bua

## Ehrungen
- Förderpreis der Stadt München
- 1973 Schwabinger Kunstpreis
- 1991 Bayerischer Poetentaler
- Bundesverdienstkreuz am Bande (18. November 1982)[5]